# Festival Internacional de Cine de Los Cabos
El Festival Internacional de Cine de Los Cabos se celebra anualmente en el mes de noviembre en la ciudad de Los Cabos, México.
Su primera edición tuvo lugar en 2012 con el lema “Ven a ver lo que están haciendo los vecinos”.
El festival busca un espacio de vinculación entre los cineastas de México y América Latina con los de Estados Unidos y Canadá. El certamen se ha convertido en el encuentro de la industria cinematográfica más importante de la región, un puente que comunica el mejor cine latinoamericano con la industria. Su directora artística es Maru Garzón y su directora ejecutiva es Alejandra Paulín.
El Festival de Los Cabos, en 2016, creó la plataforma Los Cabos Goes to Cannes, que supone una alianza con el Festival de Cine de Cannes. Igualmente ha establecido vínculos con el Tribeca Film Institute, Halifax's Strategic Partners y Moscow Business Square
En 2012, su primer año, se proyectaron más de 80 películas de 18 países distintos con la asistencia de más de 6000 espectadores.